# Zenith Data Systems
Pour les articles homonymes, voir Zénith.
 (septembre 2014).

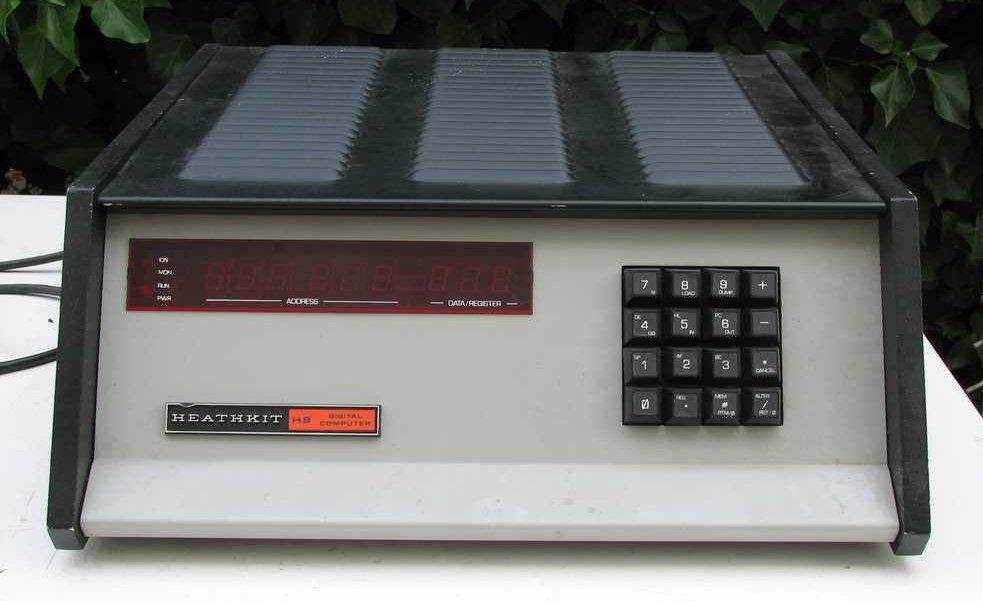
Premier ordinateur 8 bit Heathkit H-8 (collection yesterpc.org)

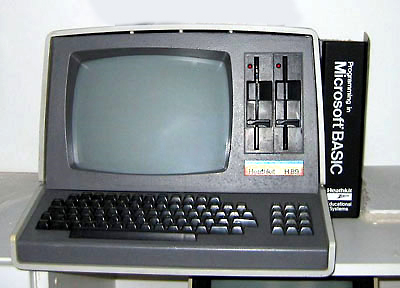
Zenith Z-89 (connu aussi sous le nom Heathkit H-89) (collection www.computermuseumgroningen.nl)

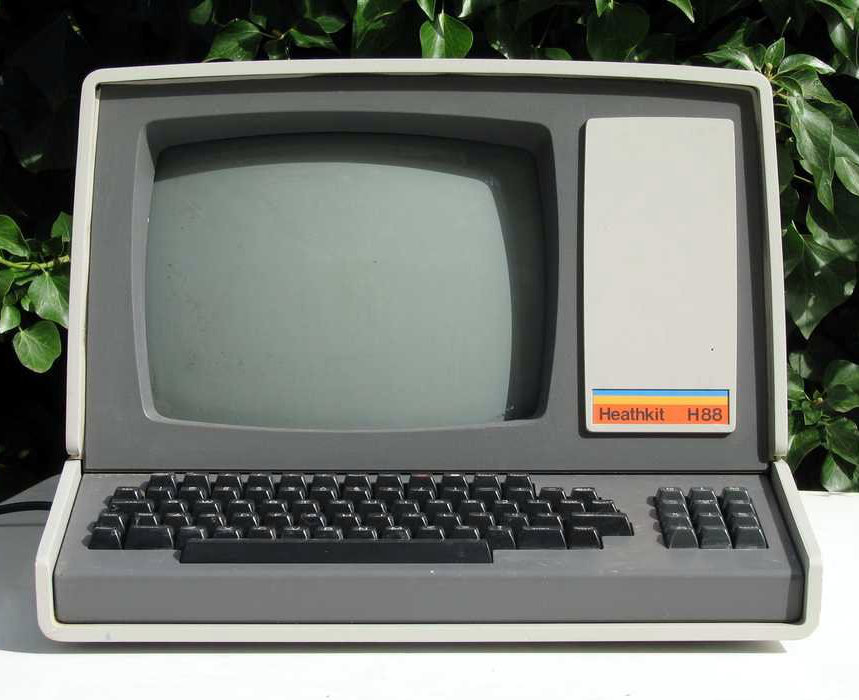
H-88 micro-ordinateur 8 bit Heathkit (collection yesterpc.org)

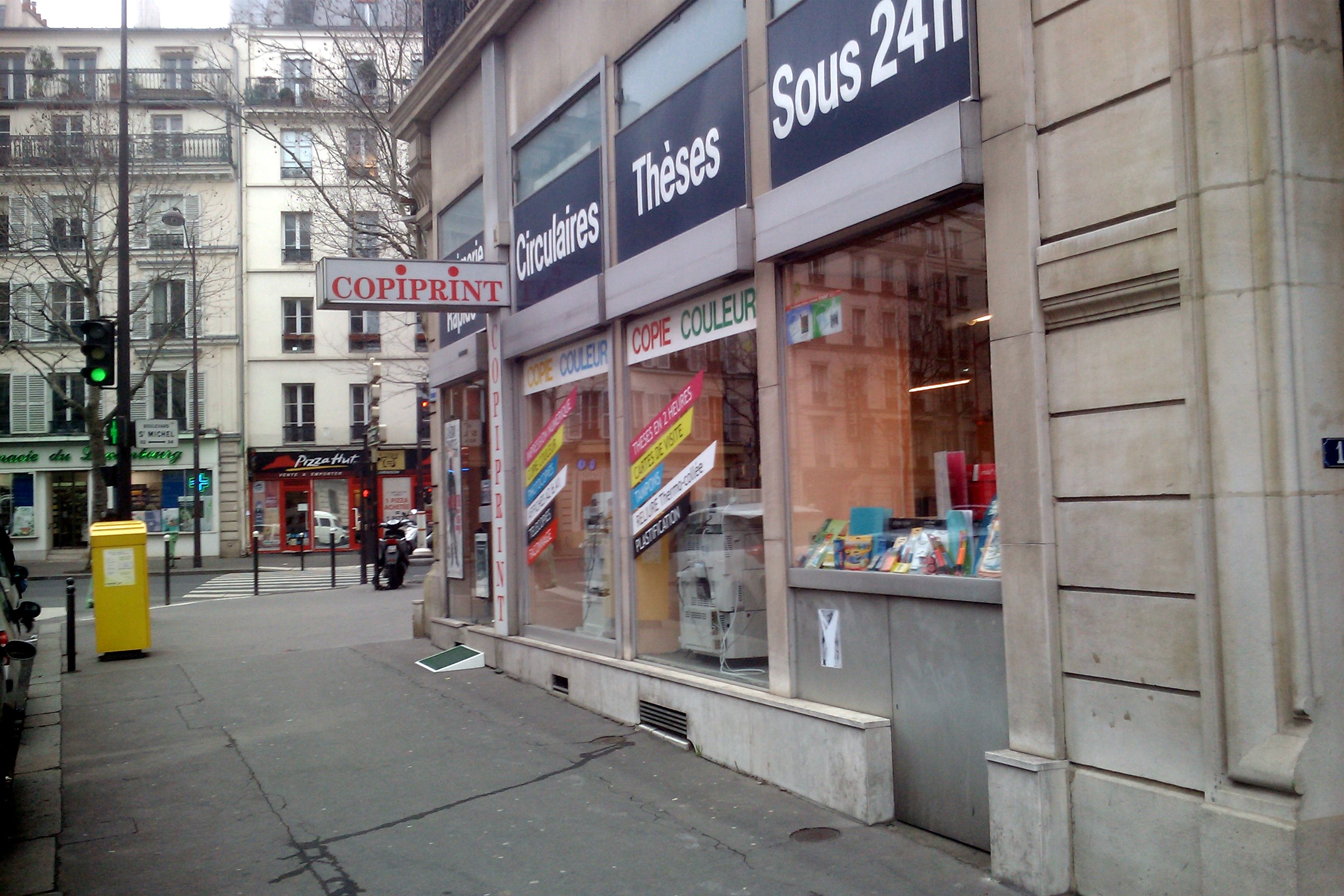
Ancienne boutique Heathkit à Paris, angle 1 rue Michelet et bd Saint-Michel

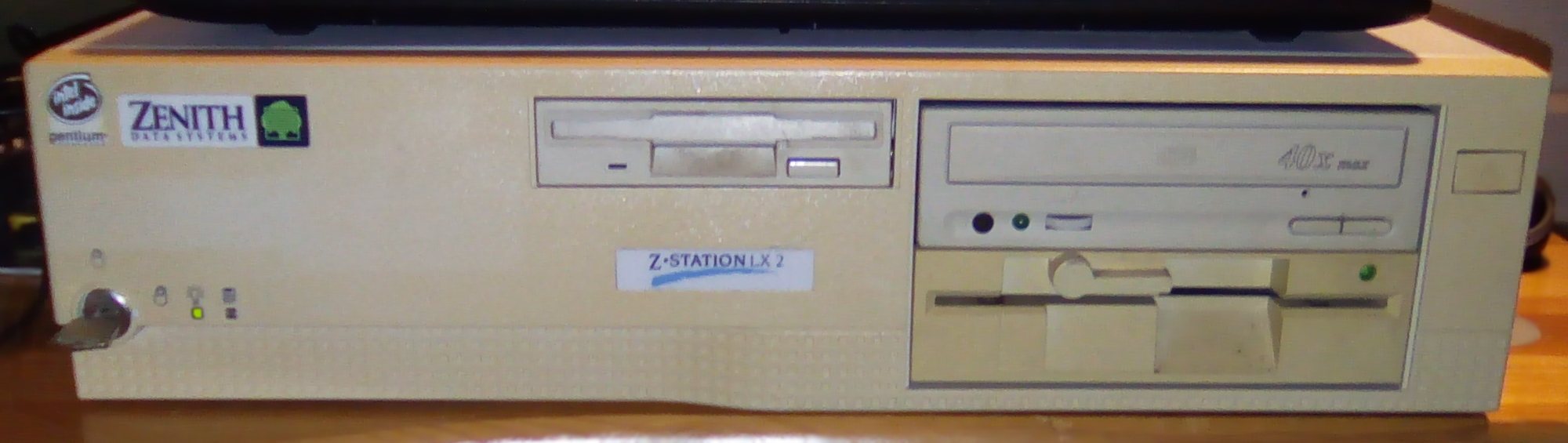
Un ordinateur Zenith Data Systems de 1996

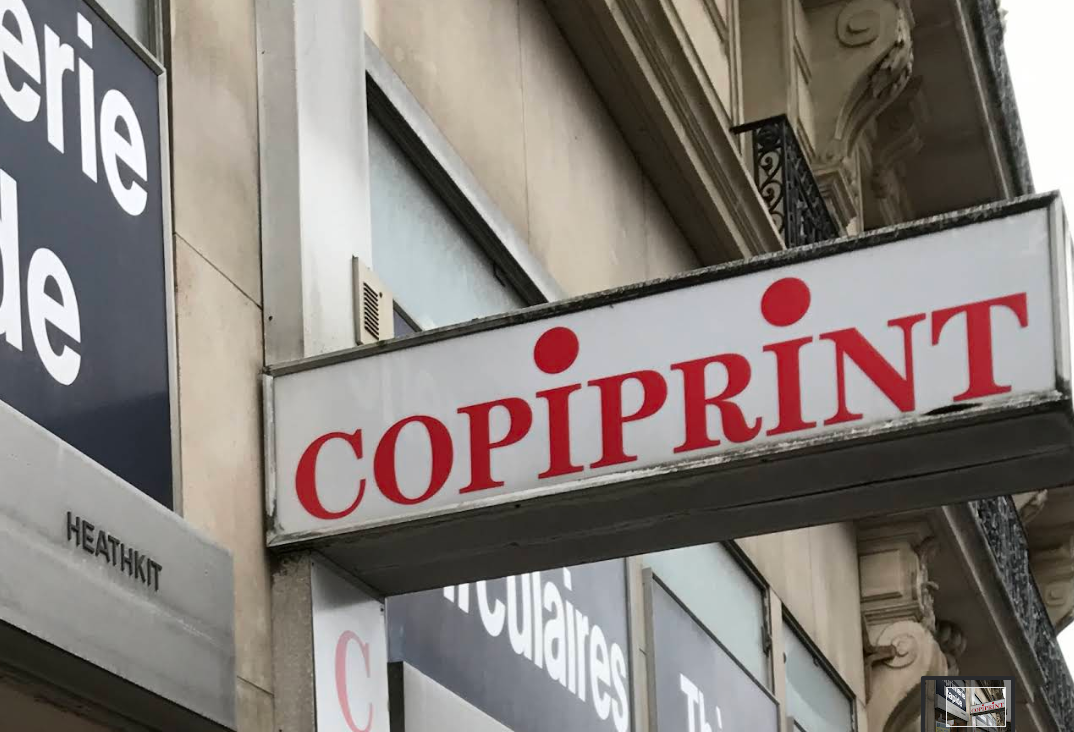
Ancienne boutique Heathkit à Paris

Zenith Data Systems (ZDS) était une marque d'informatique et la filiale de Zenith Radio Corporation, fondée en 1979 à la suite de l'acquisition de la société Heath Company.
Située à Benton Harbor dans le Michigan, Heath Company commercialisait depuis 1977 des ordinateurs personnels en kit, via sa filiale Heathkit.  L'activité de Heath Company (Heathkit) etait depuis avant-guerre la vente directe, par catalogue, des appareils electroniques aux enthousiastes d’électronique "Do it yourself" ("DIY") et aux radioamateurs.
Zenith Radio Corporation (ZRC) vendit ses premiers ordinateurs sous la marque « Heath/Zenith », avant de choisir la dénomination « Zenith Data Systems » - ZDS. De 1987 à 1988, ZDS devient le numéro un mondial sur le marché des ordinateurs portables, alors tout nouveau et en très forte croissance, grâce au contrat de l'US Air Force et à son partenariat avec Tottori SANYO Electric Co., Ltd.
En 1989, Zenith Data Systems (ZDS) USA a été rachetée par la CII-Honeywell Bull (France) à qui elle a coûté 5,5 milliards de francs de pertes en trois ans, ajoutés à 1,2 milliard de francs de provisions pour dépréciation d'actifs, sans compter le coût d'acquisitions (0,51 milliard de francs) et la confusion chez les clients causée par le trop grand nombre de marques au sein de CII-Honeywell Bull. Ensuite, en 1996, ZDS a été revendue à Packard Bell. 

## Premier ordinateur
Le premier ordinateur Heathkit H8, vendu en kit en 1978, était animé par le micro-processeur 8-bit Intel 8080, cadencé à 2,04 MHz. Le kit comportait le boîtier (châssis) avec l'alimentation, carte de connexion « bus », carte microprocesseur avec 8080 et le contrôleur de panneau avant, le PAM-8. 
Pour le faire fonctionner, il fallait acheter et installer une carte de la mémoire statique RAM de 4 ko. 
Le programme, en code assembleur Intel et en notation octal, était entré par l'intermédiaire du panneau avant, le clavier PAM-8. Il se stockait sur cassette audio (K7) par l'intermédiaire d'une autre carte à acheter en option, la carte H8-5 comportant deux interfaces série RS-232 et l'interface K7. Les ordinateurs Heath/Zenith H-88 (à K7) et H-89 (à disquette 5"1/4) en kit, et le Zenith Z89 (Z-89) — identique mais vendu assemblé — se basaient sur le microprocesseur Zilog Z80  plus rapides que 8080 et fonctionnaient sous les systèmes d'exploitation HDOS (Heath Disk Operating System), UCSD Pascal ou CP/M. 

## Histoire de la filiale française
(janvier 2025).
Si vous disposez d'ouvrages ou d'articles de référence ou si vous connaissez des sites web de qualité traitant du thème abordé ici, merci de compléter l'article en donnant les références utiles à sa vérifiabilité et en les liant à la section « Notes et références ».
 (septembre 2014).
- Si vous ne connaissez pas le sujet, laissez ce bandeau (vous pouvez alors contacter les auteurs).
- Si vous supprimez le contenu mis en cause (vous pouvez préalablement contacter les auteurs),

argumentez précisément cette suppression dans la page de discussion
(un manque de référence n'est pas un argument ; une recherche réelle de référence doit avoir été effectuée, être formellement documentée).

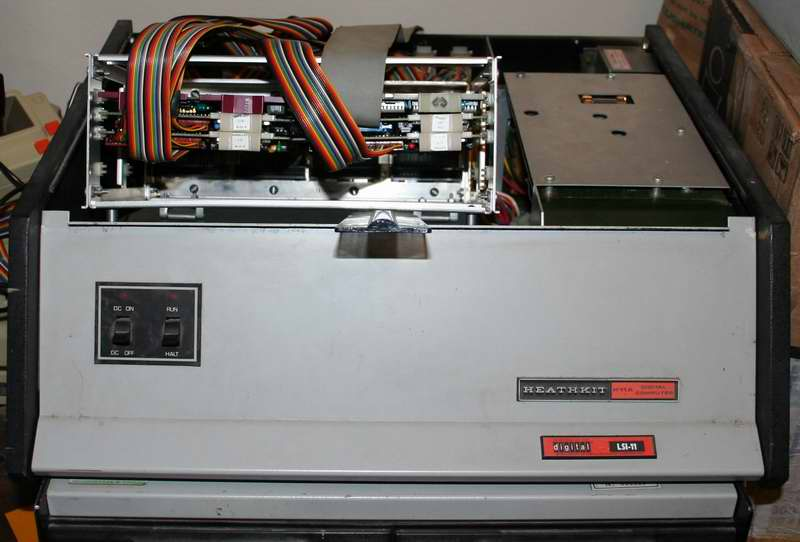
H11 32 bits minicomputer Heathkit

En France, ZDS avait une boutique Heathkit située dans 1 rue Michelet, en haut du boulevard Saint-Michel à Paris et la boutique Heathkit à Lyon située 204 rue Garibaldi à l'angle de la rue Dunoir, près de la Part-Dieu. Le local de la boutique parisienne existe toujours, occupé aujourd'hui par une entreprise de reprographie, Copiprint. Le nom historique de la marque « Heathkit » est toujours visible, inscrit au-dessus de la porte d'entrée. 
La filiale française de Zenith Data Systems fut créée en 1979, située tout d'abord à 47 rue de la Colonie Paris 75013 (l'immeuble n'existe plus), dans l'immeuble de Heathkit France. Elle fut ensuite déménagée à Nanterre (Hauts-de-Seine). Dirigée par François Micol et animée par Arthur Korwin Piotrowski, Zenith Data Systems France SA commercialisait ses ordinateurs par le réseau de revendeurs. Cette différence de profil conduisit au profond changement de la « culture maison » par rapport à la maison-mère - Heathkit USA qui s'adressait directement aux particuliers, amateurs éclairés et « early adopters » tandis que ZDS France s’intéressait principalement aux marchés professionnels, « grands comptes », administrations et l'armée française.
Le premier marché professionnel important remporté par ZDS France — et l'une des premières grandes applications de la micro-informatique professionnelle en France — fut le contrat de fourniture des ordinateurs Z-89 à la compagnie d'assurances « Abeille Paix ». 
ZDS France fut l'un des premiers clients de Microsoft, en acquérant des licences de reproduction « OEM » de tous les langages Microsoft pour ses ordinateurs 8 bits. Heathkit USA vendait le Microsoft Basic et Microsoft Fortran pour HDOS. Réciproquement, dès le début des années 1980, les programmeurs Microsoft effectuaient une bonne partie de leur travail sur des terminaux ASCII à écran cathodique Zenith Z-19 et Z-29, reliés aux mini-ordinateurs DEC.
Dès le départ, la filiale française inventa des solutions non encore connues aux États-Unis, comme l'usage de disques durs. C'est en France que fut connecté sur l'ordinateur Z-89 le premier disque dur. Fabriqué par Bull à Belfort, ce disque amovible d'une capacité de 10 Mo était enfermé dans une cartouche Bernoulli. Francis Verscheure, l'informaticien lillois, a écrit le BIOS pour CP/M qui permit cette connexion via l'interface parallèle DMA de 8 bits. L'implémentation de MP/M s'ensuivit, le Z-89 pouvait ainsi jouer un rôle de « serveur de fichiers » ou « serveur d'impressions ».

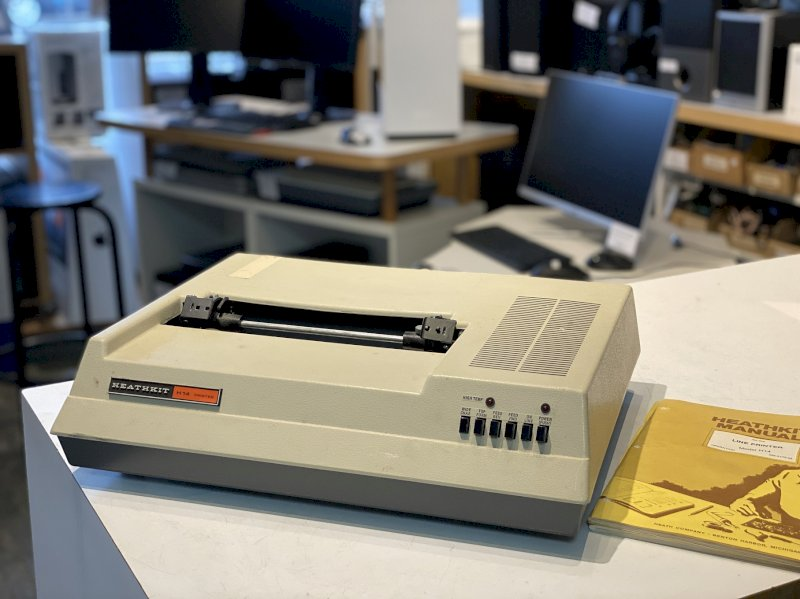
Imprimante H14 Heathkit

ZDS France fut aussi le premier à commercialiser les logiciels Microsoft pour CP/M, bien avant la signature des accords de distribution (licence « OEM ») entre Microsoft et la maison-mère, Heath/Zenith aux USA. Par l'intermédiaire de distributeur grossiste Lifeboat Ass. de New York, la filiale française achetait les programmes Microsoft pour les revendre en France. Sur le stand de Heath/Zenith France à l'exposition « Printemps Informatique » qui se tenait en 1982 au Palais des congrès de Porte Maillot à Paris, William Bill Gates vint faire personnellement la promotion de ses programmes, comme le MS Basic, le MS Fortran ou le MS Cobol. Heathkit France participa aussi au premier SICOB dédié à la micro-informatique, à Paris la Défense.

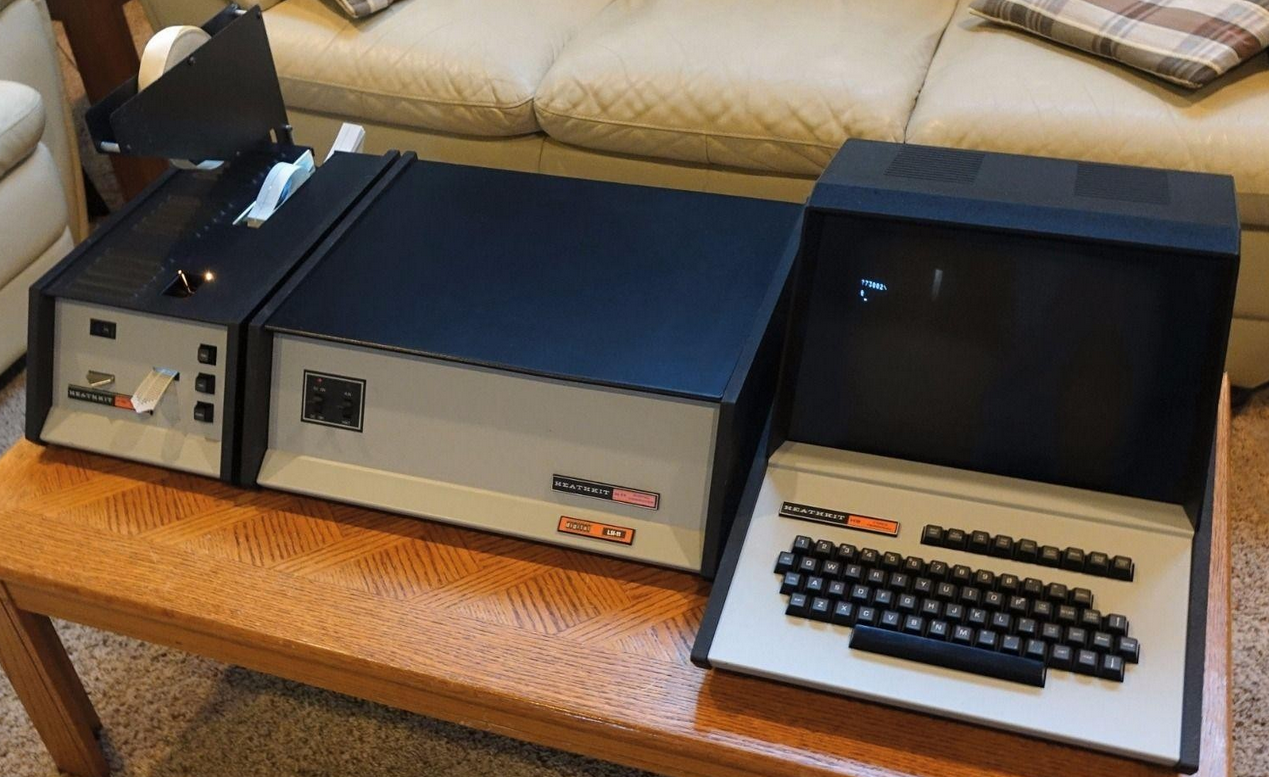
Lecteur-perforateur papier H10, mini-ordinateur H11 et terminal H9 Heathkit

À partir de l'année 1978, Heath/Zenith vendait également les mini-ordinateurs 32 bit Heathkit H11 en semi-kit, issu de la ligne de mini-ordinateurs PDP-11 de Digital Equipment Corporation (DEC). Les programmes se chargeaient dans l'unité centrale par l'intermédiaire d'un lecteur-perforateur de bande papier Heathkit H10. L'arrivée de l'unité à deux disquettes souples (floppy) 8" (H-27) permit d'utiliser le système opérationnel multitâche RT 11 de Digital. Sur cet ordinateur, la filiale française ajouta aussi le disque dur à cartouche de 10 Mo de marque Bull. Ainsi, on pouvait utiliser H-11 en « multi-utilisateur », sous mu-Basic de DEC, avec des terminaux ASCII Z-19. La jeune entreprise française Tecna, à la Défense, y implémenta le langage FORTH. 
C'est aussi une entreprise française : « IAA » (plus tard devenue aux USA « Electronic Images », et ensuite intégrée à Matra Information Systems Llc, Blaine, WA), où Guy Spriet et son équipe ont développé des dispositifs additionnels sous forme de cartes électroniques permettant la gestion d'automates (tels que les horloges et les portes de parking), la connexion des contrôleurs de disques durs "CYNTHIA" (de Honeywell-Bull à Belfort et Angers cités plus haut) ainsi que d'imprimantes thermiques (à tête d'impression Olivetti) pour caisses enregistreuses. Les drivers écrits en langage "Assembleur" étant mis au point par Guy Spriet, Mr Mellon a pour sa part réalisé des applications à plus grande échelle (par ex. : Cendry à Dijon, Kleber à Colombes, Lee Cooper à Amiens).
Sous la direction de François Micol, ZDS France a aussi innové avec la commercialisation en France de H14, la première imprimante matricielle à bas prix (environ 9.000 Frs = 1.370 Euro) à une époque ou rien ne se trouvait sur le marché à moins de 10 000 dollars (59.000 Frs=9.000 Euro, imprimantes Printronix ou Diablo). L'imprimante H14 ne fonctionnait pas très vite, était bruyante mais permettait de composer des ensembles informatiques complets (ordinateur + terminal + l'imprimante) avec lesquels les concurrents de l'époque ne pouvaient pas rivaliser.

## Club d'utilisateurs
Dès 1978, un Club des Utilisateurs Francophones (FUG - French Users' Group) fut créé en France à l'image du « HUG » (Heath Users' Group) américain. FUG se transforma ensuite en GUFIH (Groupement des Utilisateurs Francophones de l'Informatique Heath), une association loi de 1901 indépendante de ZDS France. Fort de plusieurs centaines de membres, il disposait et diffusait une importante bibliothèque de programmes en français développés par les membres. L'exemple d'un tel programme est le logiciel de statistique STATIPAK de Jean Dutertre MCSH (CR), spécialisé pour l'épidémiologie, qui existe aujourd'hui sous le nom JD_Stat : Un ensemble de programmes pour étudiants médecins, épidémiologistes et biologistes (logiciel bilingue).
GUFIH, animé par une équipe bénévole fonctionnait dans l'esprit d’échange, d'entraide et de l'amitié et constituait l'un des premiers clubs d'utilisateurs en France. Avant même l'émergence de la presse informatique grand public, le club publiait déjà un bulletin papier qui diffusait actualités, découvertes, idées nouvelles et bons conseils. Bien avant l'apparition de l'Internet, le club exploitait aussi son BBS (Bulletin board system), un serveur télématique permettant l'échange et la diffusion de programmes par l'intermédiaire de modems téléphoniques acoustiques à la vitesse de 300 bauds. Ce BBS a été ensuite adapté pour autoriser la connexion des Minitels, qui avaient un modem asynchrone 300/1200 bauds autorisant des téléchargements beaucoup plus rapides.
La composition du conseil d'administration du GUFIH en 1984 était la suivante :
- Président : Dr Bernard PIDOUX
- Vice présidents : Michel BLONDEL et Robert LOISEAU
- Trésorier : Christian DUSSART
- Trésorier suppléant : Jacques RAULT
- Secrétaire général : Pierre VESSERON.
- Membres : Elie ASSOUAD, Gerard CHATELAIN, Jean Guy DEMARQUE, Bernard ELISE, Jean Philippe GOT, Pierre GROSS, François MICOL, Artur KORWIN PIOTROWSKI, Antoine SAINTPIERRE et Jack Patrick TREVES.

Équipements de membres du GUFIH en 1984 :
- H8 - 48
- H88 et H89 - 110
- H11 - 2
- Z100 - 56
- Z150 - 1
- ET3400 - 2

Adresse du club au 22 mai 1985 : 37 bd Saint-Jacques 75015 Paris

## Rachat et revente par Bull
En octobre 1989, Bull (entreprise française d'informatique) qui souhaitait concourir aux appels d'offres de l'administration américaine, achète Zenith Data Systems (ZDS) à Zenith Electronics Corporation, alors en recherche de liquidités, pour 511 millions de dollars. 
Piégée par le protectionnisme de l'État Fédéral, Bull continuera quand même à fabriquer et vendre des ordinateurs personnels sous la marque ZDS - Zenith Data Systems. L'entreprise se spécialisait notamment dans des ordinateurs portables, divers notebooks et laptops. Puis, en 1996, devant une situation largement déficitaire, Bull signe un accord avec l'Américain Packard Bell et le Japonais NEC, pour fusionner Zenith Data Systems (ZDS) avec Packard-Bell sur le marché professionnel européen. Bull vendra la technologie Zenith Data System, Packard-Bell apportera sa marque et NEC 283 millions de dollars. 
- Nombre d'artefacts de cette période initiale de Heathkit France se trouvent aujourd'hui au SMT — Sowiogórskie Muzeum Techniki à Dzierżoniów (Pologne) — un musée ouvert d'informatique, filiale de la fondation FOMT (Fundacja Otwartego Muzeum Techniki) à Wroclaw.